# Canto Moço
Canto Moço é um EP de José Afonso, editado a partir do LP Traz Outro Amigo Também, lançado em 1970. A canção título do EP começa com o conhecido "Somos filhos da madrugada Pelas praias do mar nos vamos". 

## Faixas
| N.º | Título                            | Compositor(es)                          | Duração |  |
| 1.  | "Canto Moço"                      | José Afonso                             |         |  |
| 2.  | "Canção do Desterro (Emigrantes)" | José Afonso                             |         |  |
| 3.  | "Epígrafe para a Arte de Furtar"  | Jorge de Sena/José Afonso               |         |  |
| 4.  | "Maria Faia" (Moda da Azeitona)   | Popular Malpica Beira Baixa/José Afonso |         |  |